# Malmousque
Malmousque (de l'occitan provençal : Malamosca) est un quartier du 7e arrondissement de Marseille, entièrement compris dans le quartier d'Endoume, dont il constitue un sous-quartier.
Le quartier se trouve sur le littoral marseillais autour d'un petit port et d'anciens cabanons de pêcheurs aujourd'hui réhabilités.
Son nom en provençal est Malamosca (Malamousco, selon la norme mistralienne). Bien que signifiant littéralement « mauvaise mouche », l'origine du toponyme apparu initialement sous la forme Lumena Moscas en 1286 reste obscure. Malmousque est désormais un quartier pittoresque, très prisé des touristes et visiteurs, venus de toutes parts.